# Kosów Stary
Kosów Stary – wieś w rejonie kosowskim obwodu iwanofrankiwskiego. W II Rzeczypospolitej miejscowość była siedzibą gminy wiejskiej Kosów Stary w powiecie kosowskim województwa stanisławowskiego. Wieś liczy 1706 mieszkańców. 
W 1944 r. nacjonaliści ukraińscy z OUN-UPA zamordowali 25 Polaków.